# Mănăstirea Suzana
Mănăstirea Suzana este o mănăstire ortodoxă din România situată în satul omonim din județul Prahova.
Mănăstirea Suzana a fost fondată în 1740, iar clădirea actuală a bisericii mari a fost construită în anii 1880 - 1882, fiind reparată în 1975.
Contact: manastirea.suzana@gmail.com, tel: 07